# Shigeki Tsujimoto
Shigeki Tsujimoto (辻本 茂輝 Tsujimoto Shigeki?, nacido el 23 de junio de 1979 en Osaka) es un exfutbolista japonés. Jugaba de defensa y su último club fue el FC Osaka de Japón.

## Trayectoria

### Clubes
| Club               | País  | Año         |
| ------------------ | ----- | ----------- |
| Yokohama Flügels   | Japón | 1998        |
| Kyoto Purple Sanga | Japón | 1999 - 2005 |
| Tokushima Vortis   | Japón | 2006        |
| Sagawa Printing    | Japón | 2007 - 2008 |
| FC Osaka           | Japón | 2009        |

## Palmarés

### Títulos nacionales
| Título             | Club               | País  | Año  |
| ------------------ | ------------------ | ----- | ---- |
| Copa del Emperador | Yokohama Flügels   | Japón | 1998 |
| Copa del Emperador | Kyoto Purple Sanga | Japón | 2002 |